# Mimetus nelsoni
Espèce
Mimetus nelsoni est une espèce d'araignées aranéomorphes de la famille des Mimetidae.

## Distribution
Cette espèce se rencontre aux États-Unis en Floride et au Canada en Ontario,.

## Publication originale
- Archer, 1950 : A study of theridiid and mimetid spiders with descriptions of new genera and species. Alabama Museum of Natural History Paper, vol. 30, p. 1-40.